# Возрастная классификация информационной продукции в России
Возрастная классификация информационной продукции (Russian Age Rating System, RARS) — совокупность норм, регулирующих доступ к информации, причиняющей вред здоровью и развитию детей в Российской Федерации. Введена с 1 сентября 2012 года, после вступления в силу федерального закона «О защите детей от информации, причиняющей вред их здоровью и развитию».
В соответствии с международными нормами, защищающими права детей на безопасность от информации, наносящей им психический, физический и нравственный ущерб, в Российской Федерации принято соответствующее законодательство.
Применительно к кинематографу (фильмам и иным аудиовизуальным произведениям) действуют как нормы законодательства (статья 14 Федерального закона «Об основных гарантиях прав ребёнка в Российской Федерации»), так и подзаконных актов (Порядок предоставления (выдачи) прокатного удостоверения на фильм, отказа в предоставлении (выдаче) прокатного удостоверения на фильм, отзыва прокатного удостоверения на фильм и внесения изменений в прокатное удостоверение на фильм, утвержденный Приказом Минкультуры России от 21.05.2024 N 942).

## Формирование советской и российской системы возрастных ограничений
В советский период действовала трёхуровневая система возрастных ограничений, заносимая в разрешительное удостоверение, выдаваемое каждому фильму (отечественному или зарубежному):
- для любой зрительской аудитории (0+);
- для любой зрительской аудитории (кроме специальных детских сеансов) (6+);
- для лиц старше 16 лет.

Была мера отказа в выдаче разрешительных удостоверений фильму, что подразумевало в том числе не только политические мотивы, но и нравственно-этические.
В конце 1990-х — начале XXI века по инициативе Госкино, Минкультуры России, Министерства образования России, НИИ киноискусства, общественных организаций эта система была пересмотрена.
Поначалу (приказом Минкультуры России от 5 марта 2001 года № 192) были добавлены ещё две возрастные страты (12 и 18 лет), что в большей степени соответствует международной принятой практике (например, рейтинги Американской киноассоциации).
Затем, в 2005 году, по инициативе педагогов и психологов, была добавлена ещё одна категория (14 лет).

## Современная система классификации информационной продукции
С 1 сентября 2012 года, после вступления в силу федерального закона «О защите детей от информации, причиняющей вред их здоровью и развитию» в России введена следующая возрастная классификация информационной продукции:

### Информационная продукция для детей, не достигших возраста шести лет (0+)
К информационной продукции для детей, не достигших возраста шести лет, может быть отнесена информационная продукция, содержащая информацию, не причиняющую вреда здоровью и (или) развитию детей (в том числе информационная продукция, содержащая оправданные её жанром и (или) сюжетом эпизодические ненатуралистические изображения или описание физического и (или) психического насилия (за исключением сексуального насилия) при условии торжества добра над злом и выражения сострадания к жертве насилия и (или) осуждения насилия).

### Информационная продукция для детей, достигших возраста шести лет (6+)
К допускаемой к обороту информационной продукции для детей, достигших возраста шести лет, может быть отнесена информационная продукция, предусмотренная статьей 7 настоящего Федерального закона, а также информационная продукция, содержащая оправданные её жанром и (или) сюжетом:
1. кратковременные и ненатуралистические изображения или описание заболеваний человека (за исключением тяжелых заболеваний) и (или) их последствий в форме, не унижающей человеческого достоинства;
2. ненатуралистические изображения или описание несчастного случая, аварии, катастрофы либо ненасильственной смерти без демонстрации их последствий, которые могут вызывать у детей страх, ужас или панику;
3. не побуждающие к совершению антиобщественных действий и (или) преступлений эпизодические изображения или описание этих действий и (или) преступлений при условии, что не обосновывается и не оправдывается их допустимость и выражается отрицательное, осуждающее отношение к лицам, их совершающим.

### Информационная продукция для детей, достигших возраста двенадцати лет (12+)
К допускаемой к обороту информационной продукции для детей, достигших возраста двенадцати лет, может быть отнесена информационная продукция, предусмотренная статьёй 8 настоящего Федерального закона, а также информационная продукция, содержащая оправданные её жанром и (или) сюжетом:
1. эпизодические изображения или описание жестокости и (или) насилия (за исключением сексуального насилия) без натуралистического показа процесса лишения жизни или нанесения увечий при условии, что выражается сострадание к жертве и (или) отрицательное, осуждающее отношение к жестокости, насилию (за исключением насилия, применяемого в случаях защиты прав граждан и охраняемых законом интересов общества или государств);
2. изображения или описания, не побуждающие к совершению антиобщественных действий (в том числе к потреблению алкогольной и спиртосодержащей продукции, участию в азартных играх, занятию бродяжничеством или попрошайничеством), эпизодическое упоминание (без демонстрации) наркотических средств, психотропных и (или) одурманивающих веществ, табачных изделий или никотинсодержащей продукции при условии, что не обосновывается и не оправдывается допустимость антиобщественных действий, выражается отрицательное, осуждающее отношение к ним и содержится указание на опасность потребления указанных продукции, средств, веществ, изделий;
3. не эксплуатирующие интереса к сексу и не носящие возбуждающего или оскорбительного характера эпизодические ненатуралистические изображения или описание половых отношений между мужчиной и женщиной, за исключением изображения или описания действий сексуального характера.

Обычно такое возрастное ограничение имеют научные и научно-популярные телепередачи или фильмы, которые дети до 12 лет могут не понять, или которые покажутся для них неинтересными.

### Информационная продукция для людей, достигших возраста шестнадцати лет (16+)
Самая распространённая классификация в России. К допускаемой к обороту информационной продукции для людей, достигших возраста шестнадцати лет, может быть отнесена информационная продукция, предусмотренная статьей 9 настоящего Федерального закона, а также информационная продукция, содержащая оправданные её жанром и (или) сюжетом:
1. изображение или описание несчастного случая, аварии, катастрофы, заболевания, смерти без натуралистического показа их последствий, которые могут вызывать у подростков страх, ужас или панику;
2. изображение или описание жестокости и (или) насилия (за исключением сексуального насилия) без натуралистического показа процесса лишения жизни или нанесения увечий при условии, что выражается сострадание к жертве и (или) отрицательное, осуждающее отношение к жестокости, насилию (за исключением насилия, применяемого в случаях защиты прав граждан и охраняемых законом интересов общества или государства);
3. информация о наркотических средствах или о психотропных и (или) об одурманивающих веществах, об опасных последствиях их потребления с демонстрацией таких случаев при условии, что выражается отрицательное или осуждающее отношение к потреблению таких средств или веществ и содержится указание на опасность их потребления;
4. отдельные бранные слова и (или) выражения, не относящиеся к нецензурной брани;
5. не эксплуатирующие интерес к сексу и не носящие оскорбительного характера изображения или описание половых отношений между мужчиной и женщиной, за исключением изображения или описания действий сексуального характера.

Обычно такое возрастное ограничение имеют научные и научно-популярные телепередачи или фильмы, которые несовершеннолетние до 16 лет могут не понять, или которые покажутся для них неинтересными. Также это ограничение обычно имеют телепередачи, в которых излагаются альтернативные научные (в том числе конспирологические и маргинальные) теории, противоречащие общепринятым научным взглядам. Этот рейтинг может потребовать родительского контроля.

### Информация, запрещённая для распространения среди детей (18+)
1. побуждающая детей к совершению действий, представляющих угрозу их жизни и (или) здоровью, в том числе к причинению вреда своему здоровью, самоубийству, либо жизни и (или) здоровью иных лиц, либо направленная на склонение или иное вовлечение детей в совершение таких действий;
2. способная вызвать у детей желание употребить наркотические средства, психотропные и (или) одурманивающие вещества, табачные изделия, никотинсодержащую продукцию, алкогольную и спиртосодержащую продукцию, принять участие в азартных играх, заниматься проституцией, бродяжничеством или попрошайничеством;
3. обосновывающая или оправдывающая допустимость насилия и (или) жестокости либо побуждающая осуществлять насильственные действия по отношению к людям или животным, за исключением случаев, предусмотренных настоящим Федеральным законом;
  1. содержащая изображение или описание сексуального насилия;
4. отрицающая семейные ценности, и формирующая неуважение к родителям и (или) другим членам семьи;
  1. пропагандирующая либо демонстрирующая нетрадиционные сексуальные отношения и (или) предпочтения;
  2. пропагандирующая педофилию;
  3. способная вызвать у детей желание сменить пол;
5. оправдывающая противоправное поведение;
6. содержащая нецензурную брань;
7. содержащая информацию порнографического характера;
8. о несовершеннолетнем, пострадавшем в результате противоправных действий (бездействия), включая фамилии, имена, отчества, фото- и видеоизображения такого несовершеннолетнего, его родителей и иных законных представителей, дату рождения такого несовершеннолетнего, аудиозапись его голоса, место его жительства или место временного пребывания, место его учёбы или работы, иную информацию, позволяющую прямо или косвенно установить личность такого несовершеннолетнего;
9. содержащаяся в информационной продукции, произведенной иностранным агентом[источник не указан 304 дня].

Также этот рейтинг может потребовать родительского контроля (за исключением продукции, содержащей шокирующий сексуальный контент).

## Обозначения возрастной информационной продукции
Цвет и форма знака законодательно не определена. Согласно Рекомендации Роскомнадзора, цвет и шрифт знака для печатных изданий должен отличаться от цвета и начертания основного шрифта. Соответственно могут встречаться различные варианты — например, в круглом, квадратном и разноцветном исполнении. В названиях классификации могут встречаться сокращения РСВР — «Российская Система Возрастных Рейтингов» и англ. RARS — «Russian Age Rating System».

## Применение классификации
Сведения о возрастной классификации аудиовизуальных произведений после их присвоения фильму или программе вносятся в прокатные удостоверения, выдаваемые в установленном порядке Департамент государственного регистра Министерства культуры. Эти сведения указываются на обложках видеокассет VHS и дисков DVD, соответствующая информация размещается в кассовых залах и на фасадной рекламе киновидеозрелищных предприятий.
Информация о возрастных ограничениях к фильмам, на которые имеются прокатные удостоверения в России, размещаются на официальном сайте Минкультуры России и вносятся в Реестр прокатных удостоверений фильмов.
В 2020 году Министерство культуры РФ выпустило приказ, согласно которому книги с маркировкой «18+» будут храниться в библиотеках отдельно.